# Монезильо
Монезѝльо (на италиански: Monesiglio; на пиемонтски: Munisij, Мунизий) е село и община в Северна Италия, провинция Кунео, регион Пиемонт. Разположено е на 372 m надморска височина. Населението на общината е 585 души (1 януари 2023).